# 명랑 트위스트
《명랑 트위스트》는 2001년 7월에 발매된 오! 부라더스의 첫 정규 앨범이다. 정규 앨범 발매 전, 〈Holiday Girl (연주곡)〉, 〈명랑 트위스트〉, 〈Thank You Girl〉, 〈몽블랑 (연주곡)〉이 수록된 싱글이 카세트 테이프 매체로만 발매되었다. 〈Thank You Girl〉은 뮤직 비디오로도 제작되었다.

## 수록곡 목록
1. Holiday Girl (연주곡)
2. 부드럽게 달콤하게
3. 잡아요
4. 포스트맨 블루스 (연주곡)
5. Losing You
6. 5분전 (연주곡)
7. 말좀해
8. 명랑 트위스트
9. 꿈에선 언제라도
10. 청진항의 파도 (연주곡)
11. 몽블랑 (연주곡)
12. 축제
13. 방구차 (연주곡)
14. Thank You, Girl
15. 순정 (연주곡)
16. My Jukebox
17. 날개

## 참여 멤버
- 이성문: 베이스 기타, 코러스
- 주현철: 기타, 보컬, 코러스
- 임잔희: 기타, 코러스
- 이성배: 색소폰, 코러스
- 안태준: 드럼, 코러스, 셰이커